# Bounty (godis)

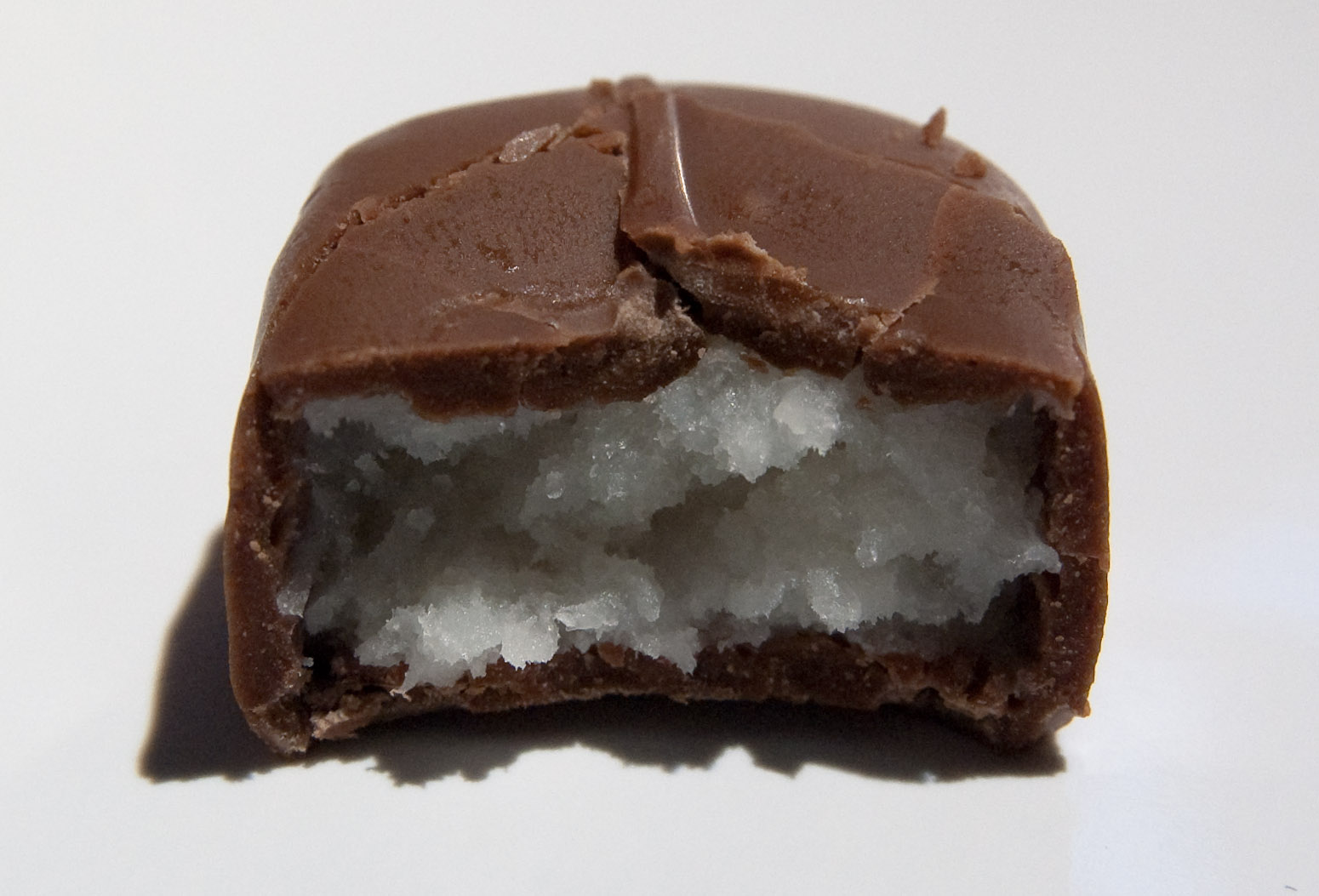
En provsmakad Bounty.

Bounty är en chokladstycksak med kokosfyllning från Mars Incorporated. Originalet (blå förpackning) har ett överdrag av ljus choklad. Det finns även Bounty med överdrag av mörk choklad (röd förpackning). Dessutom produceras Bounty-glass bestående av kokosglass med chokladöverdrag.